# Société de groupe d'assurance mutuelle
La société de groupe d’assurance mutuelle ou SGAM est un statut permettant à des sociétés d’assurance mutuelles ou des Institutions de prévoyance, de droit français, d'encadrer leurs relations financières.
Ce statut a été mis en place par la loi française du 29 août 2001, dans la droite ligne des groupements des entreprises mutuelles d'assurance (Gema) notamment pour assurer une meilleure distribution de leurs produits sans changer de mode de fonctionnement ou d'identité.
Les sociétés adhérentes sont qualifiées par le code des assurances « d’entreprises affiliées » à une convention qui définit le champ et l’étendue de cette coopération. La SGAM peut jouer le rôle de holding d’un groupe de mutuelles, toutefois le régime de l’intégration fiscale n’est pas reconnu comme structure. Elle est donc une structure sans capital.

## Les origines de la création du statut de SGAM

### Les contraintes juridiques des autres statuts
En dehors du statut de SGAM, les mutuelles disposent de plusieurs moyens pour coopérer, avec plusieurs inconvénients :
- L'union de mutuelles qui se limite à des sociétés pratiquant les mêmes activités et supprime l’autonomie des mutuelles adhérentes.
- L'union d’économie sociale qui est encadrée par une étroite tutelle des ministères, les sociétés adhérentes devant soumettre toute décision à une autorité administrative dont le domaine de compétence n'est pas l'assurance. Les UES appliquent le principe : "un homme, une voix" et mettent des entités de puissance inégale sur le même pied.
- La société de réassurance mutuelle (SRM), dont la contrainte est d'exiger sept membres, et il est difficile de rassembler sept entreprises acceptant à l'identique un degré élevé de coopération.

### Les contraintes juridiques & économiques des mutuelles
L’évolution du marché amène naturellement la concentration des entreprises, et se matérialise par des fusions et des acquisitions pour les sociétés dites "de capitaux". La problématique des assureurs mutualistes en Europe est que le secteur est constitué d’opérateurs nationaux, dont le poids tend à se réduire face aux assureurs capitalistes, par l'absence de création de mutuelles, de la disparition de certaines d'entre elles (ex : MARF en 2007), et de démutualisation d’acteurs du secteur (ex : Norwich Union outre-Manche).
Les contraintes du cadre juridique des mutuelles d’assurances françaises rendent plus difficile la constitution de groupes reconnus comme tels. Dans le droit français, le principe de spécialité exige la création de structures séparées pour les opérations appelées "Vie" et "IARD" ; mais les exigences du marketing peuvent rendre nécessaire la création de structures dédiées à des marques ; ces structures sont considérées par la loi comme des entités autonomes, et ne permettent pas l'intégration fiscale. 
C'est ce qui a contraint souvent les mutuelles à  renoncer partiellement à leur statut pour créer des filiales sous forme de sociétés anonymes (ex : MAIF, MACIF, etc.), qui ne leur permettent pas de demander un droit d'adhésion pour contribuer au rassemblement de fonds propre. D'autres organisent la cohérence de leurs structures à travers des associations (ex : AGPM). Il existe aussi des partenariats sous forme de groupement d'intérêt économique (ex : MAAF & MMA) qui ne permettent pas d'appel aux marchés financiers ni d'intégration fiscale.
L’enjeu pour les assureurs mutualistes est soit de rentrer dans une logique de démutualisation, soit de se regrouper pour avoir un poids sur le marché européen.

### L'intérêt de la nouvelle structure: la SGAM
Elle permet d'assurer dans un cadre unique, plus ou moins contraignant, selon la volonté des parties, la gestion de deux mutuelles ou plus, très proches ou plus éloignées. La SGAM peut jouer le rôle de holding d’un groupe de mutuelles très intégrées. Elle peut être considérée comme tête de groupe au plan du cumul des mandats ; la nouvelle loi ne permet pas d’accepter, par exemple, plus de deux postes de président de structure mutualiste, sauf si elles forment un groupe.

## Liste de SGAM
- AG2R La Mondiale
- Covéa
- SFEREN